# Hisonotus heterogaster
Hisonotus heterogaster är en fiskart som beskrevs av Carvalho och Roberto Esser dos Reis 2011. Hisonotus heterogaster ingår i släktet Hisonotus och familjen Loricariidae. Inga underarter finns listade i Catalogue of Life.